# Anton Pain Ratu
Anton Pain Ratu SVD (ur. 2 stycznia 1929 w Tanah Boleng, zm. 6 stycznia 2024 w Atambua) – indonezyjski duchowny katolicki, biskup pomocniczy 1982-1984 i diecezjalny Atambua 1984-2007.

## Życiorys
Święcenia kapłańskie otrzymał 17 sierpnia 1958.
2 kwietnia 1982 papież Jan Paweł II mianował go biskupem pomocniczym Atambua, ze stolicą Zaba. 21 września 1982 z rąk biskupa Theodorusa van den Tillaarta przyjął sakrę biskupią. 3 lutego 1984 objął obowiązki biskupa diecezjalnego w tej samej diecezji. 2 czerwca 2007 ze względu na wiek złożył rezygnację z zajmowanej funkcji.